# Grupo para la Emancipación del Trabajo
El Grupo para la Emancipación del Trabajo (en ruso: Освобождение труда, Gruppa osvobozhdenie trudá) fue el primer grupo marxista ruso. Lo fundaron Georgi Plejánov, Vasili Ignátov, Vera Zasúlich, Leo Deutsch y Pável Axelrod en Ginebra en 1883. Lev Deutsch hubo de abandonar el grupo cuando fue detenido por la policía zarista y enviado a Siberia en 1884. Serguéi Ingerman se unió al Grupo en 1888 y se dedicó tanto a producir gran cantidad de obras marxistas como a su distribución en Rusia. Se convirtió en uno de los principales adversarios del populismo ruso.

## Antecedentes
En 1882 diversos emigrados rusos revolucionarios, entre ellos Pável Axelrod, Gueorgui Plejánov y Vera Zasúlich, se habían convertido al marxismo. Sus intentos de reunificar la Repartición Negra con el grupo principal populista ruso Naródnaya Volia fracasaron, al oponerse este a que la escisión a que pertenecían los exiliados ingresase como una fracción autónoma en la agrupación. Hacia septiembre de 1883 las negociaciones entre ambos grupos habían fracasado y los cercanos a Plejánov decidieron formar un grupo nuevo con una identidad abiertamente socialdemócrata. Temerosos de que un nombre que incluyese el adjetivo les identificase demasiado con el Partido Socialdemócrata Alemán (SPD) y repeliese a algunos rusos, decidieron llamarlo «Grupo de Emancipación del Trabajo» (GET).

## Comienzos y primeros reveses
Inicialmente el grupo lo formaron cinco personas: Plejánov, Axelrod, Zasúlich, V. I. Ignátov y Lev Deich. Sus comienzos fueron duros, encontrando hostilidad tanto entre los demás emigrados como en Rusia. Se les criticaba en especial por no unirse a otros grupos revolucionarios ni integrarse en la terrorista Naródnaya Volia. Los revolucionarios rusos preferían respaldar a esta y confiaban en que el terrorismo acabaría con la autocracia. En 1883 y 1884 el grupo no contaba con partidario alguno en la capital rusa.
Al comienzo el grupo se definía como una asociación de propagandistas dedicados a producir publicidad para sus ideas marxistas, sin tratar de aumentar el número de sus miembros, y requería notable financiación para llevar a cabo este objetivo. Planeaban traducir las principales obras del marxismo al ruso, así como realizar sus propios análisis sobre la situación social y económica del país desde un punto de vista marxista.
Dada la escasez de fondos de los miembros del grupo, entre los que únicamente Ignátov podía aportar algo de capital para la empresa, Deich propuso enviar delegados a Rusia para entrar en contacto con simpatizantes que pudiesen financiar al grupo, sin éxito.
En marzo de 1884 Deich fue arrestado por las autoridades alemanas en Friburgo cuando trataba de introducir propaganda de contrabando en Rusia. Fue entregado a las autoridades rusas y exiliado en Siberia, por lo que el grupo perdió a su mejor administrador; sus tareas pasaron a Axelrod, menos capacitado para ello. En 1885 Ignátov murió de tuberculosis en Egipto, perdiendo el grupo otro miembro y gran parte de su financiación. Desde entonces el grueso del trabajo recayó en Plejánov y Axelrod, estando Zasúlich a menudo enferma y deprimida por la detención de Deich, que era su pareja.

## Crecimiento
Los miembros del GET comenzaron entonces a frecuentar las reuniones de los estudiantes rusos en Suiza, donde Plejánov, brillante orador y hábil en los debates, atrajo a gran número de ellos a sus conferencias. Axelrod, peor orador, era, sin embargo, muy efectivo en grupos reducidos, atrayendo a un importante grupo de partidarios en Zúrich. Los círculos de simpatizantes formados de esta manera se dedicaron al estudio del marxismo, a la vez que aportaban fondos al GET. A pesar de esto los primeros años fueron exiguos en ayudas económicas y el grupo no pudo dedicarse en exclusiva a la producción de literatura por falta de fondos.
En los primeros años del grupo su reto más formidable fue formular las bases del marxismo ruso, adaptando los postulados de Karl Marx a la situación social y política rusa, donde la gran mayoría de la población era campesina, el proletariado era escaso y la autocracia impedía la formación de un partido político que defendiese su postura política. Plejánov redactó dos importantes obras teóricas en este ámbito: «Socialismo y lucha política» (1883) y «Nuestras diferencias» (1885), que trataron de aclarar la incógnita de si Rusia podría evolucionar de la agricultura comunal directamente al socialismo o debía evolucionar a una sociedad industrial como las potencias de Europa occidental.
Axelrod y Plejánov se opusieron al crecimiento del grupo con nuevas incorporaciones y prefirieron crear un grupo de apoyo externo y manteniendo el carácter literario del GET. El rechazo de numerosas personas interesadas en ingresar en el grupo y el control del GET de esta agrupación de apoyo externo produjo frecuentes roces.
Los contactos del GET con los principales dirigentes marxistas europeos fueron al comienzo escasos, prefiriendo la mayoría de ellos respaldar a los terroristas de Naródnaya Volia, quienes, en palabras de Friedrich Engels, pronto acabarían con la autocracia rusa desencadenando una revolución como la francesa de 1789. Más tarde Axelrod describió la década de 1880 como los «años de soledad» del grupo, falto de apoyo entre sus correligionarios europeos. A pesar de los efímeros contactos con grupos simpatizantes en Rusia, a menudo truncados por la policía zarista, sólo en la década siguiente logró el grupo establecer lazos permanentes con agrupaciones de apoyo en el Imperio ruso. En la década de 1880 su respaldo se debió principalmente a la emigración.
El Grupo representó a los socialdemócratas rusos en los congresos extranjeros, comenzando por el I Congreso de la Segunda Internacional en 1889.

## La década de 1890
En 1893 el GET decidió organizar formalmente un grupo de apoyo y convocó una conferencia de simpatizantes. Su número había crecido notablemente en los dos años anteriores. El grupo se llamó Unión de Socialdemócratas Rusos y apenas duró unos meses. La actitud condescendiente del GET, que se consideraba a sí mismo como el paradigma de la ortodoxia marxista frente a las opiniones de muchos de los jóvenes simpatizantes, fomentó roces entre los veteranos del GET y los más jóvenes, excluidos del Grupo.
En 1895 el Grupo comenzó a publicar textos orientados a los trabajadores, editados por la «Unión de Socialdemócratas Rusos en el Extranjero», formada por el GET y sus simpatizantes pero bajo el control del primero. Los segundos se encargaban de aportar fondos al GET y de realizar y coordinar el transporte de las obras a Rusia, mientras que el contenido de las publicaciones quedaba en manos del GET. El mismo año comenzaron a publicar un nuevo periódico, Rabótnik (El Trabajador), con Axelrod como editor.
Durante 1898 y 1899 el grupo se vio inmerso en las disputas sobre las nuevas corrientes del revisionismo defendido por Eduard Bernstein y el economicismo de algunos revolucionarios rusos (que daban primacía a las mejoras económicas de los trabajadores frente a las reivindicaciones políticas). El GET se opuso a ambas corrientes, dedicándose Plejánov a combatir la primera mientras Axelrod se centraba en la segunda.
En abril de 1900 se celebró un congreso entre el GET y los simpatizantes más jóvenes, acusados a menudo por los veteranos de economicistas y revisionistas. Con gran tensión, la reunión acabó con la ruptura entre el GET y sus partidarios. El Grupo pronto se asoció con un nuevo grupo de revolucionarios que remplazaron la red de distribución perdida y que incluía a Vladímir Lenin, Yuli Mártov o Aleksandr Potrésov.
Lenin escribió del Grupo tras su disolución: «puso los cimientos del movimiento socialdemócrata y dio los primeros pasos del movimiento obrero en Rusia». Le sucedió la Liga de la Lucha por la Emancipación de la Clase Obrera (en ruso: Союз борьбы за освобождение рабочего класса).